# Sen no Rikyu

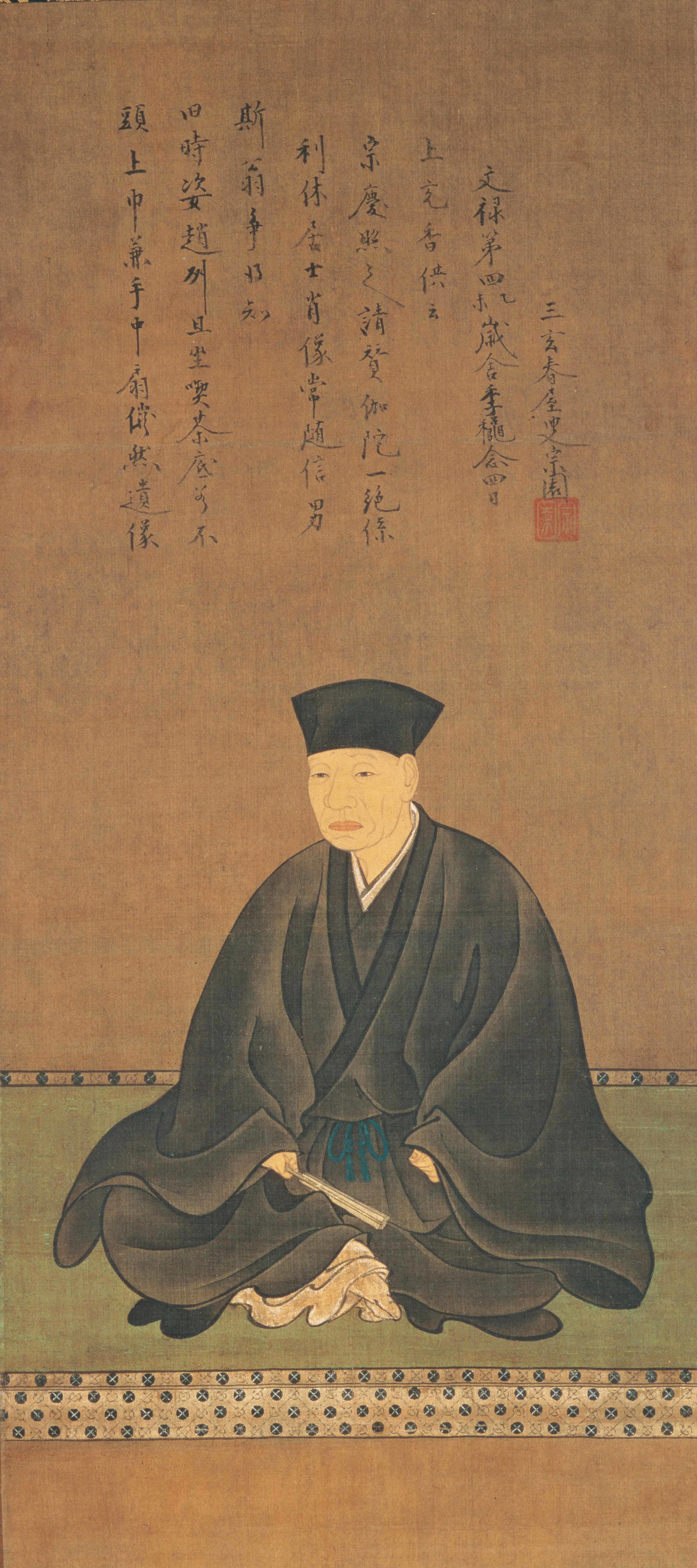
Sen no Rikyu

Sen no Rikyu (千利休, Sen no Rikyū; Sakai, 1522 - 21 april 1591) was een belangrijke Japanner uit de Sengoku-periode, die een grote invloed had op de vorming van de Japanse theeceremonie. Hij vormde het theeschenken om tot een kunst met als doel zowel vriend als vijand op een aangename en gemakkelijke manier bij elkaar te brengen. Volgens Rikyu diende alles rondom de ceremonie zo ongedwongen en spontaan mogelijk te worden uitgevoerd. Een gast mocht nooit merken of zelfs maar vermoeden hoeveel moeite de gastheer had gedaan om alles in gereedheid te brengen. Merkte de gast dit wel, dan zou dat een reden zijn om te vertrekken.
Rikyu ontwikkelde eenzelfde soort filosofie voor de inrichting van Japanse tuinen. Ook hier moest alles tot in de details aangelegd, doordacht en geperfectioneerd zijn, maar dit mocht voor een bezoeker nooit zichtbaar zijn. Het moest eigenlijk lijken alsof de natuur het zo gewild had. Uiteraard diende er in de tuin een theehuis aanwezig te zijn.
In 1989 werd een film uitgebracht over het leven van Rikyu, geregisseerd door Kei Kumai.

## Levensloop
Rikyu groeide op in een middenstandsgezin. Als negentienjarige trad hij in de leer bij Takeno Jōō bij wie hij de filosofie van Wabi-sabi leerde. In de loop van de tijd wist hij steeds meer faam te bereiken als theeschenker. Op achtenvijftigjarige leeftijd werd hij de officiële theeschenker van de Daimyo Oda Nobunaga, en na Nobunaga's dood oefende hij dezelfde functie uit voor Toyotomi Hideyoshi. Er groeide een vertrouwensband en Rikyu werd Hideyoshi’s belangrijkste adviseur.
Na verloop van tijd ontstond er onmin, en groeiden Hideyoshi en Rikyu uit elkaar. Het is achteraf moeilijk te achterhalen wat er precies speelde. Mogelijk was er steeds vaker verschil van mening. Na het beleg van Odawara werd een leerling van Rikyu, die bij de tegenstanders hoorde, op bevel van Hideyoshi gemarteld en onthoofd. Een andere theorie is dat Rikyu zich steeds verwaander ging gedragen en zelfs een standbeeld van zichzelf liet neerzetten in de hoofdtempel van het paleis en zich daarmee groter maakte dan zijn heerser. Ook de theeceremonie zelf kan een rol gespeeld hebben. Zo maakte Rikyu de ceremonie steeds simpeler en gebruikte hij steeds vaker simpele attributen, waardoor Hideyoshi, die zelf van simpele boerse komaf was, mogelijk het idee kreeg dat hij belachelijk werd gemaakt.
Rikyu viel in ongenade en werd op negenenzestigjarige leeftijd door Hideyoshi gedwongen Seppuku (rituele zelfmoord) te plegen. Volgens de overleveringen hield Rikyu eerst een uitgebreide theeceremonie. Hierna gingen alle gasten weg, op een na die als getuige aanwezig bleef en de laatste woorden van Rikyu vastlegde in de vorm van een gedicht.
Rikyu is begraven in het tempelcomplex van Daitoku-ji. Hideyoshi zou later spijt van zijn oordeel over Rikyu geuit hebben.

## Anekdotes
Over Rikyu doen de nodige anekdotes de ronde, die zijn excentrieke, maar ook doordachte kijk op de sociale omgang verbeelden.
- Op een avond ging Rikyu bij een vriend eten. Zijn gastheer vond de smaak van de maaltijd niet optimaal en liep even de tuin in om een citroen te plukken. Rikyu doorzag wel dat zijn gastheer dit van tevoren zo bedacht had, maar kon het toch waarderen. Toen zijn gastheer net iets te veel liet doorschemeren dat het inderdaad zo gepland was, vond Rikyu dat de sfeer bedorven was en vertrok hij.
- Op een dag kwam een andere theeschenker bij Rikyu langs en zag de bloemen in de tuin bloeien. Rikyu zag zijn bewondering en nodigde hem uit voor een theeceremonie op de volgende dag. De volgende dag kwam de theeschenker op bezoek in de hoop de bloemen te kunnen bewonderen, maar zag dat Rikyu alle bloemen uit zijn tuin verwijderd had. Rikyu had echter de mooiste bloem in een vaas in het theehuis geplaatst.
- Rikyu werd een keer uitgenodigd door een komiek voor een theeceremonie. Aangekomen in de tuin zag hij dat zijn gastheer een valkuil in het pad had gemaakt, maar deze net niet goed genoeg verstopt had. Uit beleefdheid stapte hij toch in de valkuil en kwam onder de modder te zitten. Na zich gewassen te hebben, konden Rikyu en de komiek er hartelijk om lachen. Uiteraard heeft Rikyu nooit tegen de komiek gezegd dat hij er expres in gestapt was.
- Rikyu werd gevraagd om de tuin van iemand te ontwerpen. Deze tuin had een prachtig uitzicht over zee. Toen de tuin was aangelegd, zag de klant dat er een heg stond, die het uitzicht belemmerde. Toen de klant zijn gezicht wilde wassen bij een waterbassin bij de heg, zag hij tijdens het bukken dat er een gat in de heg gemaakt was, waardoor hij alleen tijdens het wassen de zee kon zien. Het uitzicht op zee kreeg zo iets heel intiems, omdat je de zee alleen kon zien als je ook je gezicht nat maakte.
- Rikyu liet voorafgaand aan een theeceremonie de tuin opknappen. Toen het werk klaar was, vond Rikyu dat de tuin er te perfect uitzag. Om die reden sloeg hij tegen de takken van een boom waardoor er bladeren op het aangeharkte pad vielen en kreeg de tuin wabi-sabi.